# Infraestrutura do Ceará
A Infraestrutura do Ceará está em constante processo de expansão. Historicamente, o estado sofre o efeito das secas e estiagens, mas investimentos públicos e privados realizados recentemente, contribuem para o crescimento econômico e para a produtividade geral da economia cearense. A aposta na educação pública de tempo integral e profissional de qualidade também faz do Ceará um dos polos de desenvolvimento regional e um mercado promissor na geração de pessoas qualificadas e uma economia em crescimento. Além disso, rodovias, aeroportos, portos e parque de geração de energia eólica são fatores que se unem para favorecer o comércio, a indústria e o setor de serviços no estado.

## Energia
O estado era, até o final do século XX, totalmente desprovido de grandes unidades geradoras de energia. Na década de 2000 foram feitos diversos investimentos na geração de energia eólica a fim de que o Ceará atendesse toda sua demanda energética em seu próprio solo.

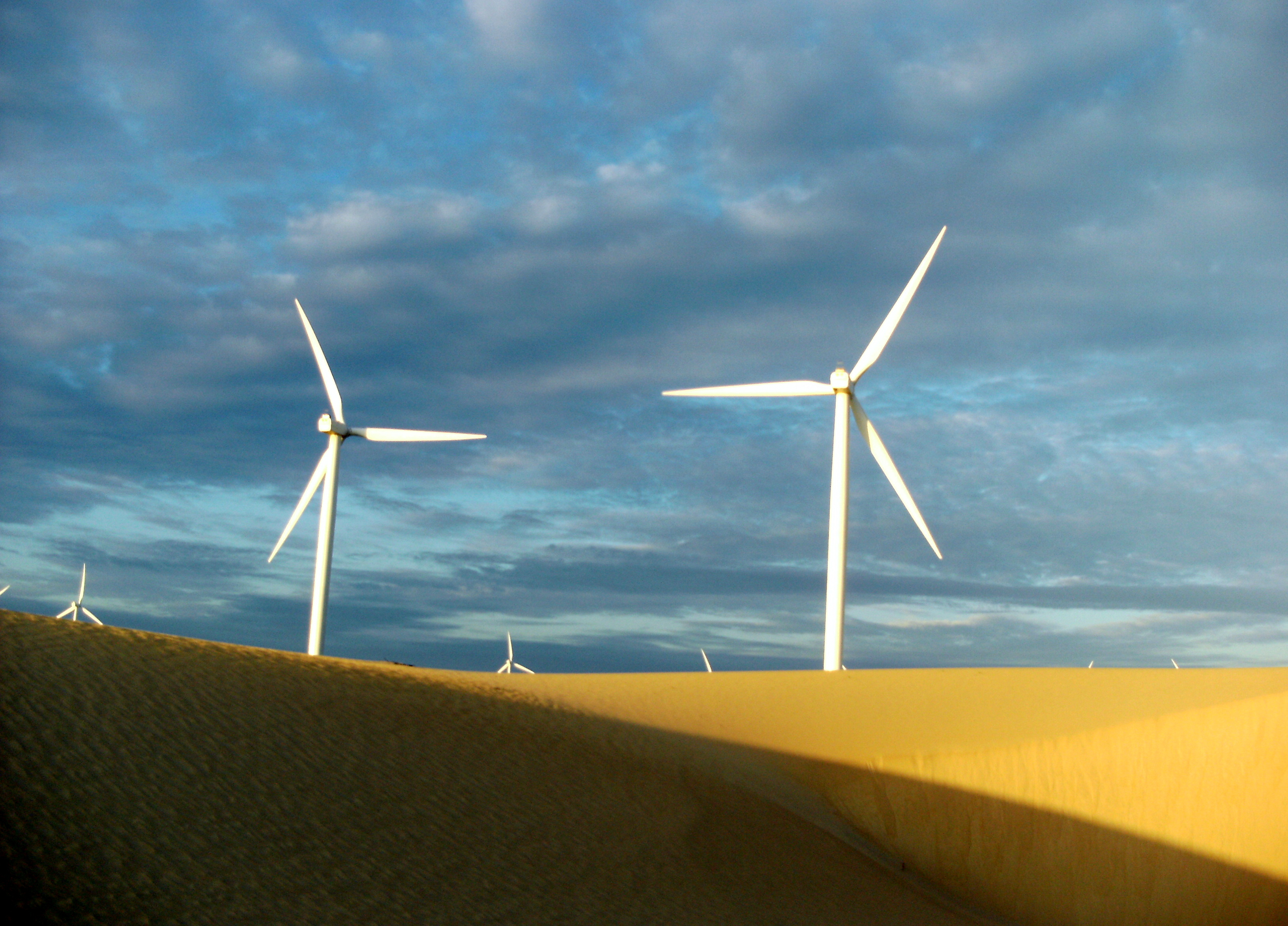
Parque eólico em Caucaia

Atualmente, parte da demanda de energia elétrica pode ser suprida pela Companhia Hidro Elétrica do São Francisco  por meio da geração nas usinas hidrelétricas de Paulo Afonso, Xingó, Sobradinho, Itaparica e Moxotó. O Ceará também é servido pela energia gerada na Usina Hidrelétrica de Tucuruí, no Pará. 
A Enel Distribuição Ceará é a empresa responsável pela distribuição da energia no estado. O consumo médio do estado gira em torno de 650 gigawatts por mês. Em 2007, 99,3% dos domicílios urbanos e 90,4% dos domicílios rurais eram servidos pela rede de distribuição elétrica, contabilizando 2.688.746 clientes.

### Energia hidrelétrica
A produção energética atual do Ceará apresenta uma maior participação do tipo termelétrica (52,32%) acompanhada da eólica (47,53%), sendo estas as principais matrizes a compor a capacidade instalada do Estado. Em seguida, tem-se a energia solar fotovoltaica (0,12 por cento) e a hídrica (0,03 por cento). No Ceará, a produção hidrelétrica é realizada por meio de uma PCH e duas CGH: há a geração de 4.000 KW de energia elétrica através da PCH Araras, já a CGH Figueiredo é capaz de gerar 403 KW de potência, e a CGH Taquara é capaz de gerar 860 KW de potência. Na tentativa de ampliar o uso de fontes não poluentes no Ceará, projeta-se para o estado o aumento do uso da fonte hidrelétrica com a construção de uma Pequena Central Hidrelétrica (PCH), denominada PCH Castanhão no município de Alto Santo, no Vale do Jaguaribe, que irá barrar o Rio Jaguaribe. A PCH Castanhão terá capacidade instalada de 9.000 KW de potência.

### Energia termelétrica
As Usinas Termelétricas Porto do Pecém I (720 MW) e Porto do Pecém II (320 MW), movidas a carvão mineral, colocam o Ceará como um dos maiores produtores de energia termelétrica do Brasil. As duas usinas representam 16% da energia consumida no Nordeste, e podem produzir até 80 % da energia consumida no estado, conferindo maior segurança energética ao Ceará e tornando-o exportador de energia.

### Energia eólica
O estado é o terceiro maior produtor de energia eólica do país, com 2.134 MW de capacidade instalada, além de possuir a melhor produção mundial. Atualmente, o Ceará tem 79 projetos eólicos em operação (2GW), cinco projetos em construção não iniciada (115MW) e 83 projetos cadastrados na Agência Nacional de Energia Elétrica (ANEEL), totalizando ~ 2,2 GW. 

### Energia solar
O Ceará também possui a Usina Solar Tauá, com novos projetos para expansão de usinas, aproveitando potencial de energia solar do estado. A energia solar no estado está com quatro projetos em operação (137 MW), 14 em construção (390 MW), 110 projetos solares totalizando 3,7 GW e 1722 unidades com geração distribuída totalizando 36,6 MW.

## Habitação
Para o ano 2000 tinha-se no Estado um total de 1.557.888 domicílios particulares permanentes para uma população de 7.394.746 pessoas resultando numa média de 4,21 pessoas por domicílio particular permanente. Na zona urbana e rural, os valores médios corresponderam a 4,10 e 4,51 respectivamente. Do total de domicílios, 74,69% eram próprios, 12,04% alugados, 11,79% cedidos e 1,48% possuíam outra forma de condição de ocupação.
Quanto aos bens de consumo, o percentual de pessoas que viviam em domicílios com Televisão aumentou 73,24%, passando de 44,76% em 1991 para 77,54% no ano 2000. Já o percentual de pessoas que vivem em domicílios com telefone teve um aumento ainda maior, saindo de 9,84% em 1991 para 25,32% em 2000, ou seja, um crescimento de 157,32%. O acesso a automóveis pela população também sofreu um aumento considerado, dado que no ano de 1991 tinha-se um percentual de 9,51% aumentando para 15,56% no ano 2000, registrando um crescimento relativo de 63,62%. De posse destes dados, é possível concluir que a população do Estado passou a ter um maior acesso a bens de consumo fruto de um aumento no poder de compra, tendo como consequência uma melhora na qualidade de vida.

## Educação
A primeira instituição de ensino do Ceará foi o Liceu do Ceará, fundado em 1845, em Fortaleza. Dentre as escolas de ensino fundamental e médio, as mais antigas e tradicionais do estado são, além do Liceu, o Colégio da Imaculada Conceição (1865), Colégio Justiniano de Serpa (1881), Colégio Santa Cecília (1912) e Colégio Clóvis Bevilaqua (1913). Além desses, também se destacam o Colégio Colégio Militar do Corpo de Bombeiros do Ceará e os colégios privados da capital, principais responsáveis pelos desempenhos de destaque nacionais. Por exemplo, os três principais colégios privados cearenses, Colégio Farias Brito, Colégio Ari de Sá e Colégio 7 de Setembro, foram responsáveis, em 2014, juntos, pela aprovação de 71 alunos, o que corresponde a 42% das vagas, no Instituto Tecnológico da Aeronáltica (ITA), cujo vestibular é mais difícil do país. O Ceará possui, ainda, um dos maiores índices de aprovação do país no vestibular do Instituto Militar de Engenharia (IME). O ensino privado na capital possui, além disso, um forte espírito de concorrência e busca pelos melhores índices, já que sempre existe uma forte disputa, sobretudo entre essas três principais escolas, pelos primeiros lugares nos principais exames do país. O Colégio Ari de Sá, em 2013, obteve a quinta colocação nacional entre as escolas com a melhor nota geral no ENEM.

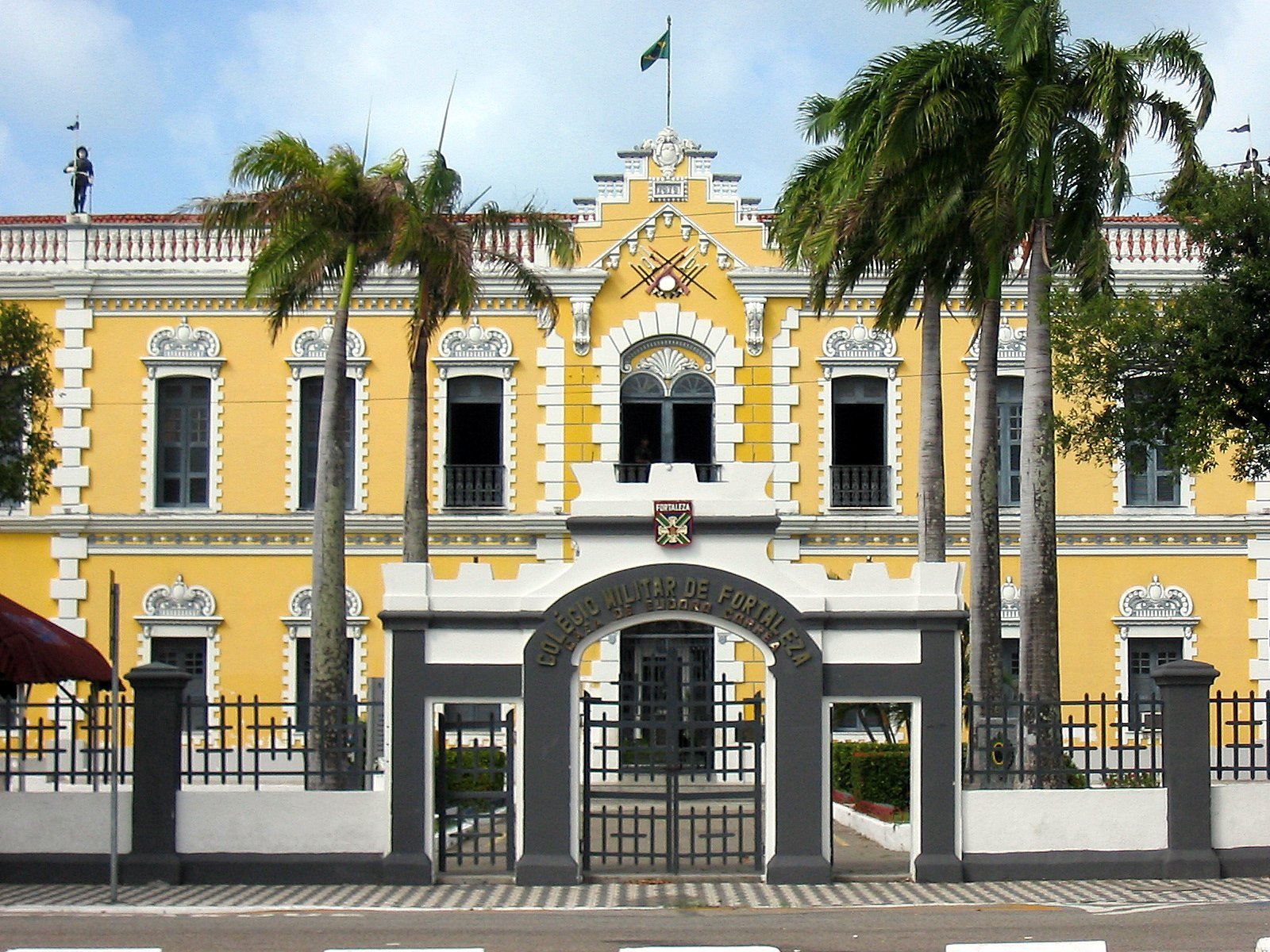
Fachada do Colégio Militar de Fortaleza, principal instituição pública de ensino fundamental e médio do estado.

O Centro Federal de Educação Tecnológica do Ceará, transformado em Instituto Federal de Educação, Ciência e Tecnologia do Ceará, que comanda mais de 20 unidades de ensino técnico em várias cidades do interior do estado e o Colégio Militar de Fortaleza, fundado em 1919, são importantes unidades de ensino federal no estado. A Universidade Federal do Ceará é uma mais mais importantes IES do país e a melhor universidade federal do Norte e Nordeste.

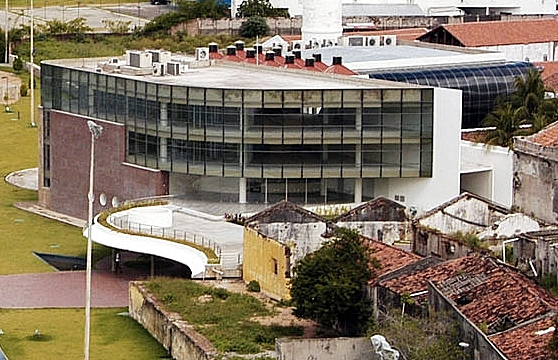
Biblioteca pública de Sobral.

Segundo dados do Instituto de Pesquisa e Estratégia Econômica do Ceará, (IPECE), a taxa de analfabetismo das pessoas de 15 anos ou mais no estado, em 2012, foi de 16,3%, valor pouco acima da média nacional. A taxa de analfabetismo no Ceará decresceu 34,4% entre 2001 e 2012. Esse desempenho é 4,4% superior à redução de analfabetismo no Brasil e 6,1% superior à redução da taxa dos que não sabem ler nem escrever no Nordeste.
Quanto ao índice de desenvolvimento da educação básica (IDEB), o Estado obteve, em 2009, as melhores notas da Região Nordeste em todas as categorias: para alunos da 4ª e 5ª séries do ensino fundamental, 4,4 (11ª mais alta no ranking nacional), para os da 8ª e 9ª séries, a nota 3,9 (10ª melhor do País) e para alunos do 3º ano do ensino médio, 3,6 (8ª melhor brasileira).
A rede de ensino do estado no ano de 2015 era composta por 12.525 escolas, das quais 5.530 eram pré-escolares, 6.057 de ensino fundamental e 938 de ensino médio.  Estas escolas receberam, ainda em 2015, 1.882.731 matriculas, das quais 237.105 foram no pré-escolar, 1.272.352 no fundamental e 373.274 no ensino médio. Servindo a rede, havia 100.095 docentes, dos quais 15.388 lecionavam no pré-escolar, 63.283 no fundamental e 21.424 no ensino médio.
Em 2015, o Ceará abrigava 58 instituições de ensino superior, com  11.926 docentes e 274.927 alunos matriculados. A Universidade Federal do Ceará foi a primeira do estado, fundada em 1954. Atualmente, as mais importantes são a Universidade Federal do Ceará, a Universidade Estadual do Ceará, a Universidade Regional do Cariri, a Universidade Estadual Vale do Acaraú, a Universidade da Integração Internacional da Lusofonia Afro-Brasileira, a Universidade Federal do Cariri e a particular Universidade de Fortaleza.

## Recursos hídricos
O principal rio do Ceará é o rio Jaguaribe, cuja bacia drena todo o sul, o centro e o leste do estado. O norte do estado é banhado por pequenos rios independentes, entre os quais o rio Coreaú, o rio Acaraú e o rio Aracatiaçu. Em geral, os rios do Ceará são temporários, pois durante a estação das secas, eles param de correr, só sendo possível encontrar água escavando-se o leito seco dos rios. Os principais rios perenizados são: o rio Jaguaribe, o rio Acaraú e o rio Curu.
Dentre os açudes construídos no estado, os de maior capacidade de acumulação hídrica são: o Açude Castanhão (6,7 bilhões de m³) o Açude Orós (1,9 bilhão de m³) e o Açude Banabuiú (1,6 bilhão de m³). O volume de água armazenada nos reservatórios ainda é bastante afetada pela má regularidade das chuvas. Também apontam as condições geológicas das áreas onde estão as bacias hidrográficas dos rios cearenses. Além disso, alguns canais artificiais foram construídos para transportar água e/ou interligar bacias hidrográficas ou reservatórios estratégicos:

## Ciência e tecnologia

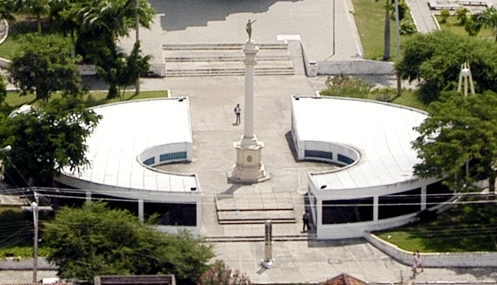
Imagem aérea de Sobral com vista para a Igreja do Patrocínio e o Museu do Eclipse, importante museu científico do Ceará.

O Ceará mantém a Fundação Cearense de Apoio ao Desenvolvimento Científico e Tecnológico como principal instituição de fomento científico e tecnológico do estado. Fazem parte ainda do sistema de C&T do Ceará a Fundação Cearense de Meteorologia, a Fundação Núcleo de Tecnologia Industrial do Ceará e as universidades estaduais. O Governo federal tem duas unidades da Embrapa no estado: Embrapa Agroindústria Tropical, em Fortaleza, e Embrapa Caprinos e Ovinos, em Sobral. Instituições privadas de destaque são o Instituto Atlântico e o Instituto de Tecnologia da Informação e Comunicação.
O principal espaço de desenvolvimento científico do estado é o Campus do Pici, em Fortaleza, abrigando boa parte dos laboratórios da Universidade Federal do Ceará e outras instituições como o Centro Nacional de Processamento de Alto Desempenho no Nordeste e a sede da rede GigaFOR e vários cursos de pós-graduação. Em todo o estado são ofertados 154 cursos de pós-graduação sendo 103 de mestrado e 51 de doutorado.

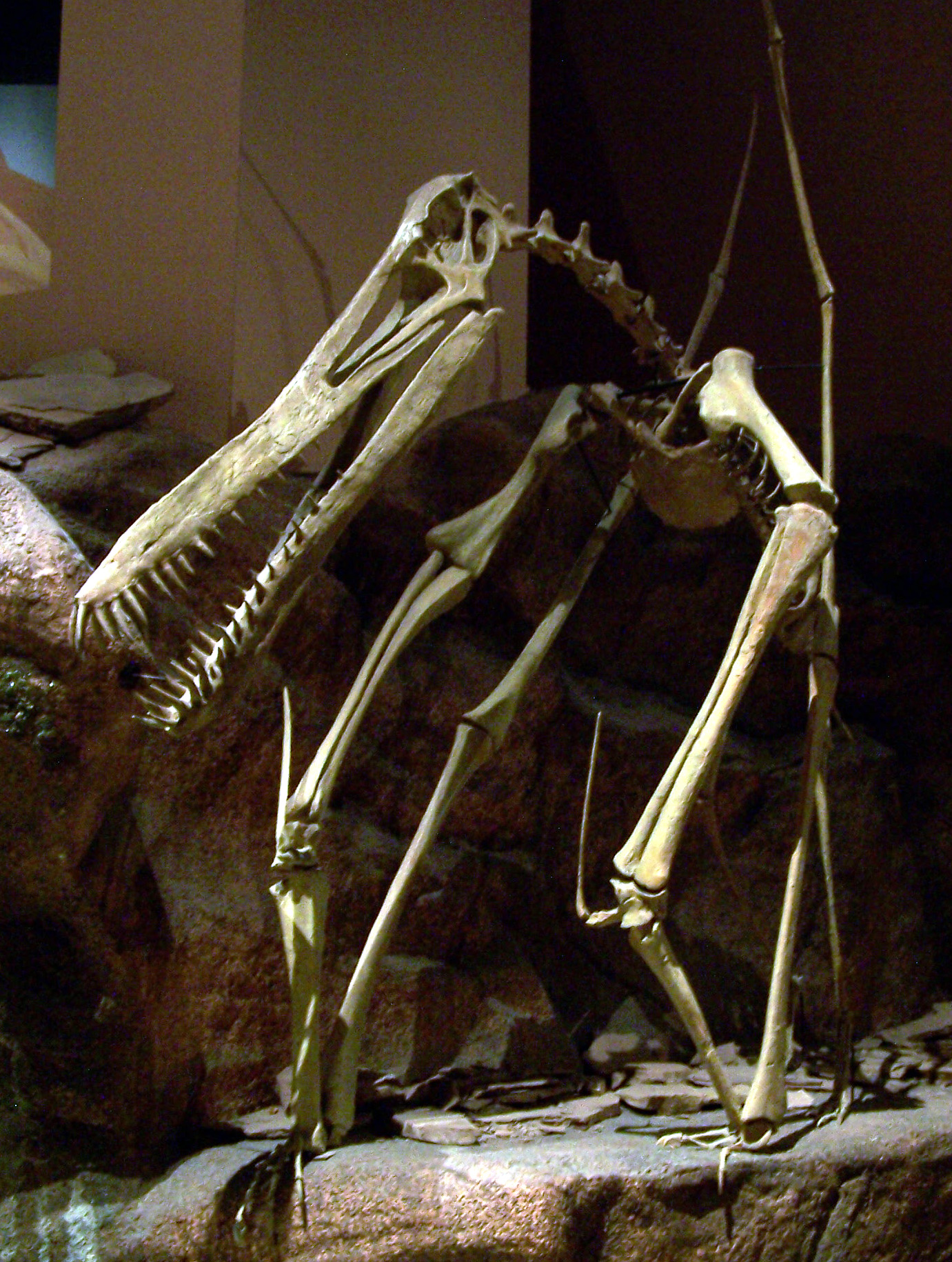
Fóssil do Anhanguera no North American Museum of Ancient Life.

O Ceará tem destaque na história e na pesquisa astronômica do Brasil. O Rádio-observatório Espacial do Nordeste do INPE instalado em Eusébio é o maior radiotelescópio do Brasil. A Sociedade Brasileira dos Amigos da Astronomia (SBAA), com sede em Fortaleza, é uma das principais instituições divulgadoras da astronomia no país.
Em 2009, Ano Internacional da Astronomia, o Ceará passou e integrar a Rede Internacional de Centros para Astrofísica Relativística (Icranet). Essa integração visa orientar os cursos de graduação em física das universidades UVA e UECE, respectivamente em Sobral e Fortaleza, para estudos nas áreas de astrofísica, astronomia e criar um programa de pós-graduação específico na UECE.
O primeiro registro de fósseis no Brasil se deu com o livro "Viagem pelo Brasil" (Reise in Brasilien), publicado entre 1823 e 1831, relatando a descoberta de um peixe Rhacolepis na atual cidade de Jardim. A bacia sedimentar da Chapada do Araripe conta com uma formação muito rica em fósseis da flora e fauna do Cretáceo, boa parte em excelente estado de preservação, sobretudo na cidade de Santana do Cariri. Os fósseis da região tem sido importantes para comprovar a deriva dos continentes africano e sul-americano.
Nessa área foi estabelecido o Geoparque Araripe, o primeiro do gênero no Hemisfério Sul, visando a proteger sua significativa importância geológica e paleontológica. O trecho mais importante do geoparque é a Formação Santana, que se destaca por conter os primeiros registros de tecidos moles (não ósseos) de pterossauros e tiranossauros do mundo, as primeiras fanerógamas fósseis da América do Sul e várias espécies de peixes fossilizados. Na cidade de Santana do Cariri existe o Museu de Paleontologia da Universidade Regional do Cariri que ajuda no estudo e divulgação científica paleontológica.

## Transportes

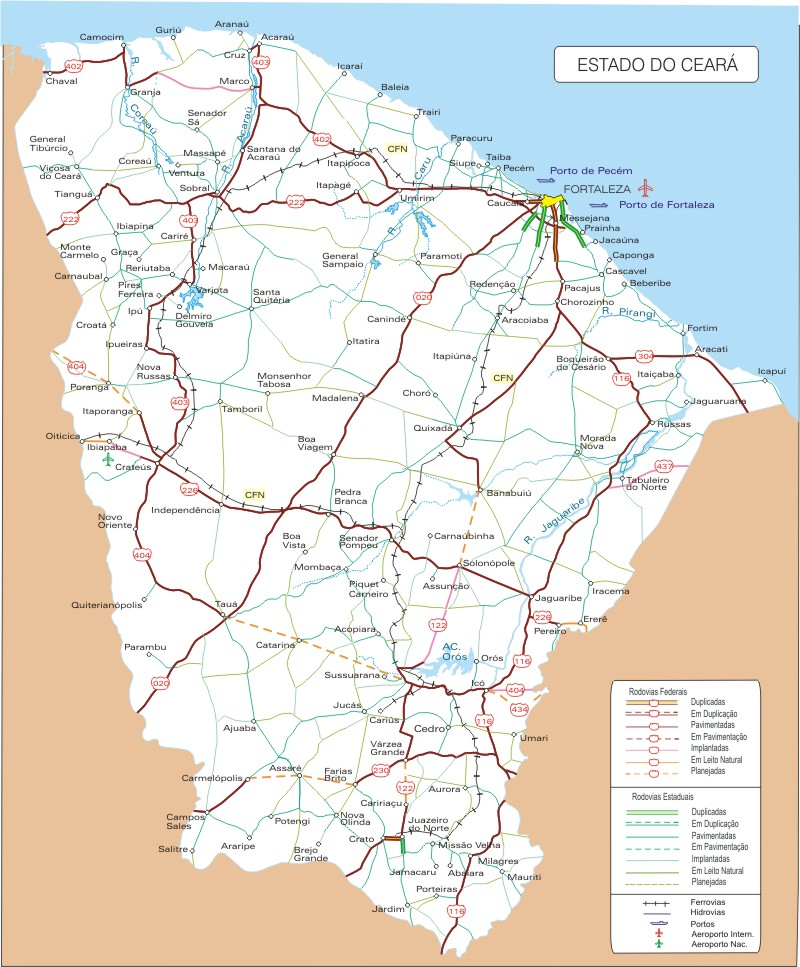
Mapa de rodovias do Ceará.

No Ceará apenas um aeroporto é administrados pela Infraero. O Aeroporto Internacional de Fortaleza, maior do estado movimentando anualmente mais de 5 milhões de passageiros , passou para a iniciativa privada, sendo administrado pela empresa alemã Fraport. O Aeroporto Regional do Cariri, em Juazeiro do Norte, é administrado pela Infraero, sendo o maior do interior do estado e um dos mais movimentados do interior do Nordeste. O Governo do Ceará tem cadastrado 68 aeroportos e pista de pousos. O Aeroporto de Aracati no litoral leste, o Aeroporto de Camocim no litoral oeste, o Aeroporto de São Benedito na Serra da Ibiapaba e o Aeroporto de Quixadá no sertão cearense destacam-se por dar acesso a regiões turísticas. Outros aeroportos regionais de destaque são o Aeroporto de Sobral e o Aeroporto de Iguatu. Foi inaugurado recentemente o Aeroporto de Jericoacoara, no município de Cruz, dando acesso à área turística de Jericoacoara.
O sistema ferroviário do estado é operado em conjunto com a malha do Nordeste pela empresa Transnordestina Logística S.A, que está construindo a ferrovia Transnordestina. O estado é cortado por 1.431 km de caminhos de ferro interligando o estado de norte a sul e de leste a oeste entre a capital e o interior, e ao estado do Piauí, por meio da Ferrovia Teresina-Fortaleza. Ainda no transporte ferroviário existem dois sistemas de metrô em construção. O Metrofor é o metrô de Fortaleza interligando vários bairros da cidade e também as cidades de Maracanaú e Caucaia e o Metrô do Cariri que interligará as cidades do Crato e Juazeiro do Norte.
Ao longo dos 570 km de litoral do Ceará estão instalados 13 faróis em pontos estratégicos para auxiliar a navegação de cabotagem, sendo controlados pela Capitania dos Portos do Ceará. Os principais portos do estado são: o Porto do Mucuripe, em Fortaleza, que é administrado pelo governo federal e o Terminal Portuário do Pecém, inaugurado em 2002, construído para estruturar o Complexo Industrial e Portuário do Pecém com planejamento de terminal para uso siderúrgico e de refinaria de petróleo.
Em Fortaleza tem início a rodovia federal mais importante do Brasil, a BR-116, que liga a capital do Ceará às regiões Sudeste e Sul do país até o Rio Grande do Sul. Em Fortaleza também tem início a BR-222 que faz ligação com a região Norte indo até o Pará. A BR-020 faz a ligação de Brasília com Fortaleza. A rodovia BR-230 Transamazônica corta o estado na região sul e a BR-304 liga o Ceará ao Rio Grande do Norte. As rodovias estaduais somam um total de 10.657,9 km, sendo 5.767,6 km pavimentados e 4.890,3 não-pavimentados. A extensão total da malha rodoviária, incluindo rodovias municipais, estaduais e federais, é de 53.325,4, segundo o Departamento de Edificações e Rodovias do Ceará. Todas as sedes dos municípios têm acesso por estradas pavimentadas. Atualmente o sistema encontra-se com algumas estradas danificadas em decorrência de fortes chuvas, mas a maioria das rodovias apresenta boa condição de trafegabilidade.

## Zona de processamento de exportação
A ZPE Ceará representa uma infraestrutura de produção industrial ou de apoio à produção industrial. A produção em zona especial é reconhecida mundialmente como zona econômica especial e participa fundamentalmente da questão da economia brasileira.

## Mídia e comunicação
Os jornais foram a primeira mídia de massa do estado. O primeiro jornal cearense, o Diário Oficial, começou a ser publicado em 1825. No final do século XIX, havia centenas de jornais e publicações periódicas em todo o território, com mensagens de cunho político e social. Em 1881, chegaram à costa cearense os cabos submarinos da The Western Telegraph Company, interligando o Brasil à Europa por meio telegráfico. Estes cabos foram interligados aos já existentes no Ceará e daí para o resto do país.
A primeira estação de rádio surgiu na década de 1930. Era uma entidade de rádio amador chamada Ceará Rádio Clube. Em 1959, entrou no ar a TV Ceará, primeiro canal de televisão do Ceará. Em 31 de março de 1972, chegou a vez da tv a cores no estado. Em 2009, teve início a transmissão do sinal de televisão digital. Atualmente, o sistema de rádio e televisão conta com 143 emissoras de rádio e 13 de televisão. Os principais jornais do estado são: O Povo, Diário do Nordeste e O Estado.
A telefonia iniciou-se no Ceará, primeiro em Fortaleza, em 1891 com a fundação da empresa telefônica do Ceará. Em 1938, o serviço passou a ser automático, com a instalação de equipamentos da Ericsson do Brasil. A Companhia Telefônica do Ceará surgiu em 1971 e foi privatizada em 1998. Atualmente, existem 2.490.224 linhas telefônicas no estado.

## Saúde

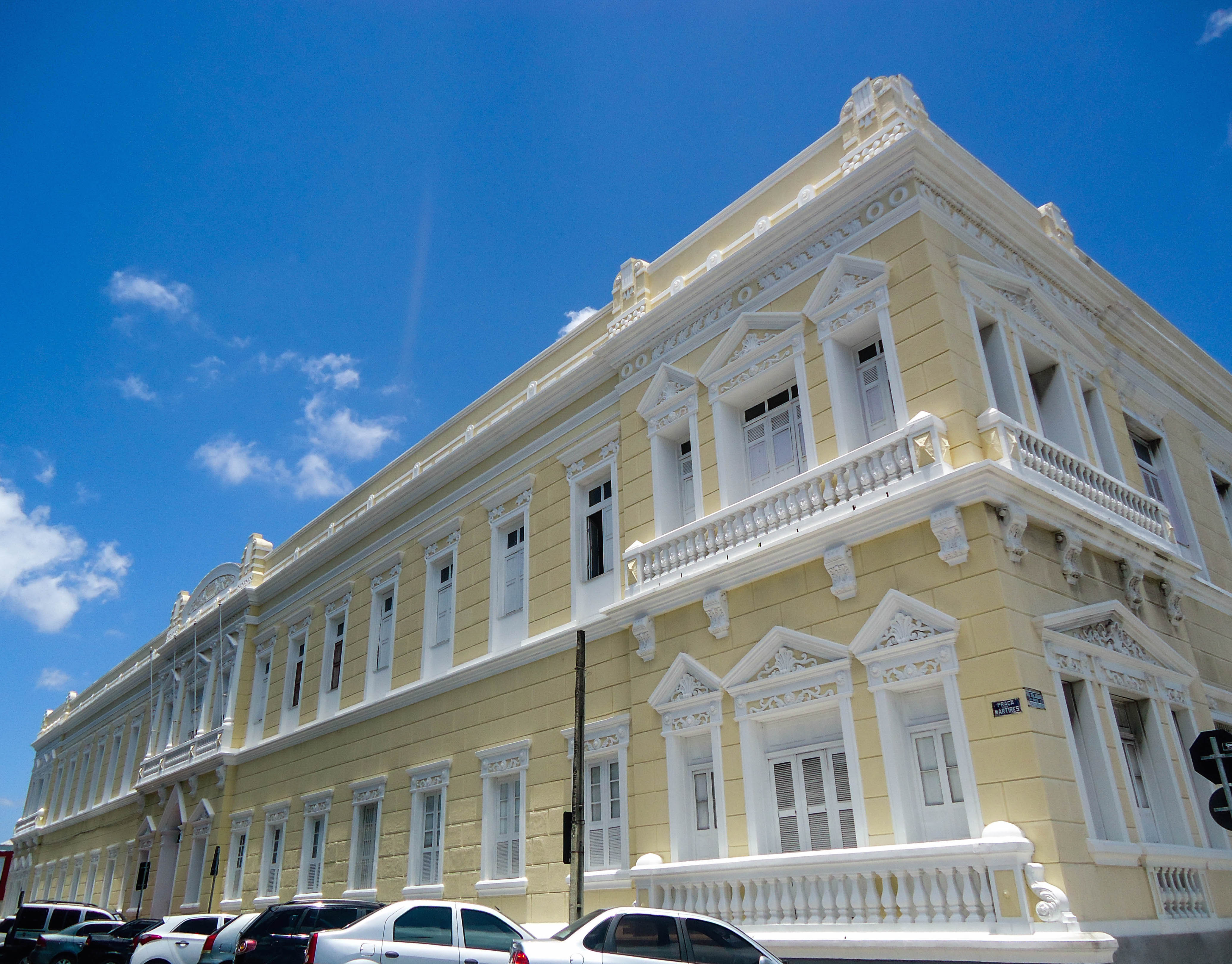
Santa Casa de Misericórdia de Fortaleza, primeiro hospital público construído na capital cearense, em 1861.

Durante o século XIX somente oitenta cearenses foram diplomados pelas duas faculdades de medicina existentes no Brasil. Desses, somente trinta voltaram para o Ceará. Em 1861 ficou pronto o primeiro hospital do estado, Santa Casa de Misericórdia de Fortaleza, que foi o foco de combate a várias pestes que assolaram o estado: varíola, febre amarela e cólera na década anterior. Nos primeiros anos do século XX foi fundada a primeira entidade médica do Ceará, Associação Médica Cearense, em 1913. Em 1925 iniciou-se as atividades da Santa Casa de Misericórdia de Sobral, sendo até hoje o maior hospital do interior cearense. Durante toda a década de 1930 houve um surto de malária no estado.
Os principais hospitais públicos do estado estão concentrados na Capital. Atualmente o sistema de saúde pública cearense é composto por hospitais municipais e estaduais, totalizando 164 unidades hospitalares com internação e 2.198 sem internação. O Hospital Geral de Fortaleza é o maior hospital público. O Instituto Doutor José Frota é o maior hospital de emergência. Dois hospitais de grande porte serão construídos durante o atual governo do estado nas regiões do Cariri e Sobral para diminuir a superlotação do sistema de saúde cearense. O sistema também é composto por centenas de postos de saúde e centenas de equipes do Programa de Saúde da Família em quase todos os municípios. O Serviço de Atendimento Móvel de Urgência está sendo implantado em todas as regiões do Ceará. O atendimento médico privado é bastante desenvolvido com um total de 127 hospitais, destacando-se os hospitais São Mateus, Antônio Prudente, Unimed, Monte Klinikum.
Há grande disparidade no acesso a médicos e a leitos hospitalares. Os municípios com mais médicos por mil habitantes são Barbalha (3,6 por mil), Guaramiranga (2,6) e Aracoiaba (2,3) — Fortaleza é a 9ª com mais médicos em termos proporcionais (1,5 por mil) —, enquanto os que possuem menos são Varjota, Granja e Pires Ferreira, todos com apenas 0,2 médico por mil. Barbalha também se destaca como a cidade com mais leitos por mil habitantes (8,1), seguida por Brejo Santo (6,0), Jati (5,9) e Crato (5,4), enquanto as que apresentam menos leitos possuem índices muito menores: Forquilha (0,1), Pacatuba (0,3) e Beberibe (0,5).

## Segurança pública
O Governo do Ceará, desde o início da década de 1990, realiza ações para integração das forças policiais: militar, civil e bombeiro. A primeira ação foi a reformulação do sistema de chamadas 190 que passou a funcionar integrado com o nome de CIOPS - Centro Integrado de Operações de Segurança - e que na Capital do estado integra também o sistema municipal de controle de tráfego e Guarda Municipal. O mais recente passo na integração das forças policiais do estado foi a criação da Academia Estadual de Segurança Pública do Ceará que formará conjuntamente o pessoal de todas as forças de segurança.
A Polícia Militar do Ceará tem um contingente de aproximadamente 13 mil policiais  divididos em sete batalhões, um batalhão de choque, um batalhão de segurança patrimonial, um esquadrão de polícia montada, uma companhia de polícia rodoviária, um centro integrado de operações aéreas, uma companhia de polícia do meio ambiente, um pelotão de motos e a unidade de polícia de turismo. O efetivo da Polícia Civil é de aproximadamente 2.200  policiais distribuídos em 34 distritos policiais, oito delegacias metropolitanas, 19 delegacias regionais, 23 delegacias municipais e 18 delegacias especializadas. O Corpo de Bombeiros Militares é composto pelo efetivos de aproximadamente 1.400 bombeiros  distribuídos em 5 grupamentos, um em Fortaleza com onze seções de comando e os outros quatro no interior subordinando 13 seções.
A criminalidade é um problema crescente no estado. A taxa de homicídio foi de 24,0 por 100 mil habitantes em 2008, um expressivo aumento de 79,1% comparado à taxa de 13,4 por 100 mil em 1998. Em função do aumento ainda maior do número de assassinatos em outras Unidades Federativas, o Ceará possui a 18ª maior taxa de homicídios do Brasil, enquanto, em 1998, estava na 17ª posição. Por sua vez, Fortaleza, com 35,9 homicídios por cem mil habitantes, passou do 20ª para o 17ª lugar entre as capitais mais violentas do País, porém continua bastante abaixo da média das capitais do Nordeste. O Ceará possui 7 de seus 184 municípios entre os 500 com maiores taxas de homicídio do Brasil.
Em 2007, foi implantado em Fortaleza o Ronda do Quarteirão, programa de segurança pública do Governo do estado que tem por objetivo diminuir o tempo de resposta a ocorrências policiais. Em 2008, o programa foi expandido para Caucaia e Maracanaú e, em seguida, para vários municípios interioranos. Neste mesmo ano foi criada a polícia científica do estado, Perícia Forense do Estado do Ceará que atuará em sua área de forma autônoma e desvinculada de outras forças policiais. Apesar dos esforços, o combate à violência não tem surtido efeito somente com ações policiais, e a criminalidade ainda é crescente. Somente entre 2008 e 2009, houve um alarmante aumento da taxa total de roubos, que mais que triplicou de 219,8 para 772,0 por 100 mil habitantes, bem como um aumento do número de estupros (de 6,9 para 7,8 por 100 mil). A taxa de homicídios cresce, lenta mas preocupantemente, de 22,2 para 22,5 por 100 mil entre 2008 e 2009.
Em 2 de janeiro de 2019, facções criminosas começaram a promover ataques com explosivos em todo o Estado.

## Obras e investimentos
A seguir são listadas algumas das principais obras e investimentos realizados no estado do Ceará:
| ANO  | OBRAS E INVESTIMENTOS                   |
| ---- | --------------------------------------- |
| 1812 | Fortaleza de Nossa Senhora da Assunção  |
| 1845 | Liceu do Ceará                          |
| 1861 | Santa Casa da Misericórdia de Fortaleza |
| 1864 | Seminário da Prainha                    |
| 1870 | Estrada de Ferro de Baturité            |
| 1894 | Estrada de Ferro de Sobral              |
| 1903 | Faculdade de Direito do Ceará           |
| 1910 | Theatro José de Alencar                 |
| 1932 | Instituto Doutor José Frota             |
| 1933 | BR 116                                  |
| 1936 | Base Aérea de Fortaleza                 |
| 1940 | Porto do Mucuripe                       |
| 1952 | Banco do Nordeste                       |
| 1954 | Universidade Federal do Ceará           |
| 1959 | Hospital Universitário Walter Cantídio  |
| 1964 | Distrito Industrial de Maracanaú        |
| 1966 | Aeroporto Pinto Martins                 |
| 1969 | Hospital Geral de Fortaleza             |
| 1973 | Estádio Castelão                        |
| 1973 | UNIFOR                                  |
| 1975 | UECE                                    |
| 1978 | Catedral Metropolitana de Fortaleza     |
| 1995 | Açude Castanhão                         |
| 2002 | Porto do Pecém                          |
| 2012 | Metrofor                                |
| 2012 | Centro de Eventos do Ceará              |
| 2016 | Companhia Siderúrgica do Pecém          |

## Regiões de Planejamento do Ceará
A Lei Complementar Estadual nº 154, de 20 de outubro de 2015, define a nova composição das regiões de planejamento do Ceará, contemplando os 184 municípios do Estado. Eles foram organizados de acordo com características socioeconômicas, geoambientais e culturais. Segundo a Secretaria do Planejamento e Gestão (Seplag), a divisão permite as atividades de monitoramento e implementação de políticas públicas estaduais.

O Estado do Ceará tem as seguintes regiões: Região do Cariri, Centro Sul, Grande Fortaleza, Litoral Leste, Litoral Norte, Litoral Oeste/Vale do Curu, Maciço de Baturité, Serra da Ibiapaba, Sertão Central, Sertão de Canindé, Sertão dos Crateús, Sertão dos Inhamuns, Sertão de Sobral e Vale do Jaguaribe.